# Élections cantonales de 1992 dans la Loire-Atlantique
Les élections cantonales ont eu lieu les 22 et 29 mars 1992.
Lors de ces élections, 30 des 59 cantons de la Loire-Atlantique ont été renouvelés. Elles ont vu la reconduction de la majorité UDF dirigée par Charles-Henri de Cossé-Brissac, président du conseil général depuis 1976.

## Résultats à l’échelle du département
Répartition départementale des résultats (2e tour).
- PS (38,93 %)
- Verts (4,34 %)
- RPR (15,73 %)
- UDF (20,83 %)
- DVD (20,16 %)

| Étiquette      | Étiquette                          | Premier tour | Premier tour | Second tour | Second tour | Sièges |
| Étiquette      | Étiquette                          | Voix         | %            | Voix        | %           | Sièges |
| -------------- | ---------------------------------- | ------------ | ------------ | ----------- | ----------- | ------ |
|                | Parti socialiste                   | 60 589       | 25,23        | 53 626      | 38,93       | 9      |
|                | Parti communiste français          | 11 613       | 4,84         |             |             |        |
|                | Extrême gauche                     | 6 609        | 2,75         |             |             |        |
|                | Majorité présidentielle            | 1 187        | 0,49         |             |             |        |
|                | Parti radical de gauche            | 719          | 0,30         |             |             |        |
| Gauche         | Gauche                             | 80 717       | 33,61        | 53 626      | 38,93       | 9      |
|                |                                    |              |              |             |             |        |
|                | Divers droite                      | 52 926       | 22,04        | 27 778      | 20,16       | 10     |
|                | Rassemblement pour la République   | 34 413       | 14,33        | 21 676      | 15,73       | 7      |
|                | Union pour la démocratie française | 29 321       | 12,21        | 28 699      | 20,83       | 4      |
|                | Front national                     | 21 316       | 8,88         |             |             |        |
| Droite         | Droite                             | 137 976      | 57,46        | 78 153      | 56,72       | 21     |
|                |                                    |              |              |             |             |        |
|                | Les Verts                          | 20 134       | 8,38         | 5 979       | 4,34        | 0      |
| Écologistes    | Écologistes                        | 20 134       | 8,38         | 5 979       | 4,34        | 0      |
|                |                                    |              |              |             |             |        |
|                | Régionalistes                      | 1 314        | 0,55         |             |             |        |
|                |                                    |              |              |             |             |        |
| Inscrits       | Inscrits                           | 377 678      | 100,00       | 263 633     | 100,00      |        |
| Abstention     | Abstention                         | 125 190      | 33,15        | 117 811     | 44,69       |        |
| Votants        | Votants                            | 252 488      | 66,85        | 145 822     | 55,31       |        |
| Blancs et nuls | Blancs et nuls                     | 12 347       | 4,89         | 8 064       | 5,53        |        |
| Exprimés       | Exprimés                           | 240 141      | 95,11        | 137 758     | 94,47       |        |

## Résultats par canton

### Canton d'Aigrefeuille-sur-Maine
| Candidats      | Candidats          | Étiquette      | Premier tour | Premier tour |
| Candidats      | Candidats          | Étiquette      | Voix         | %            |
| -------------- | ------------------ | -------------- | ------------ | ------------ |
|                | Paulette Gandemer* | RPR            | 4 412        | 54,58        |
|                | Bernard Deniaud    | PS             | 2 703        | 33,44        |
|                | Elisabeth Drouet   | FN             | 714          | 8,83         |
|                | René Guilbaud      | PCF            | 255          | 3,15         |
|                |                    |                |              |              |
| Inscrits       | Inscrits           | Inscrits       | 11 860       | 100,00       |
| Abstention     | Abstention         | Abstention     | 3 056        | 25,77        |
| Votants        | Votants            | Votants        | 8 804        | 74,23        |
| Blancs et nuls | Blancs et nuls     | Blancs et nuls | 720          | 8,18         |
| Exprimés       | Exprimés           | Exprimés       | 8 084        | 91,82        |

*sortant

### Canton d'Ancenis
| Candidats      | Candidats          | Étiquette      | Premier tour | Premier tour |
| Candidats      | Candidats          | Étiquette      | Voix         | %            |
| -------------- | ------------------ | -------------- | ------------ | ------------ |
|                | Edouard Landrain*  | UDF            | 6 169        | 63,77        |
|                | Henri Moutault     | PS             | 1 326        | 13,71        |
|                | Philippe Cronier   | Verts          | 1 091        | 11,28        |
|                | Christophe Bouhier | FN             | 841          | 8,69         |
|                | Francois Gauthier  | PCF            | 247          | 2,55         |
|                |                    |                |              |              |
| Inscrits       | Inscrits           | Inscrits       | 13 824       | 100,00       |
| Abstention     | Abstention         | Abstention     | 3 640        | 26,33        |
| Votants        | Votants            | Votants        | 10 184       | 73,67        |
| Blancs et nuls | Blancs et nuls     | Blancs et nuls | 510          | 5,01         |
| Exprimés       | Exprimés           | Exprimés       | 9 674        | 94,99        |

*sortant

### Canton de La Baule-Escoublac
| Candidats      | Candidats          | Étiquette      | Premier tour | Premier tour | Second tour | Second tour |
| Candidats      | Candidats          | Étiquette      | Voix         | %            | Voix        | %           |
| -------------- | ------------------ | -------------- | ------------ | ------------ | ----------- | ----------- |
|                | Guy Lemaire*       | RPR            | 4 542        | 39,18        | 4 439       | 47,25       |
|                | Pierre Demozay     | DVD            | 2 568        | 22,15        | 2 705       | 28,79       |
|                | Jean-Francois Boye | PS             | 2 310        | 19,92        | 2 251       | 23,96       |
|                | Xavier de Laubier  | FN             | 1 578        | 13,61        |             |             |
|                | André Goujon       | PCF            | 596          | 5,14         |             |             |
|                |                    |                |              |              |             |             |
| Inscrits       | Inscrits           | Inscrits       | 18 250       | 100,00       | 18 247      | 100,00      |
| Abstention     | Abstention         | Abstention     | 6 109        | 33,47        | 8 439       | 46,25       |
| Votants        | Votants            | Votants        | 12 141       | 66,53        | 9 808       | 53,75       |
| Blancs et nuls | Blancs et nuls     | Blancs et nuls | 547          | 4,51         | 413         | 4,21        |
| Exprimés       | Exprimés           | Exprimés       | 11 594       | 95,49        | 9 395       | 95,79       |

*sortant

### Canton de Blain
| Candidats      | Candidats         | Étiquette      | Premier tour | Premier tour | Second tour | Second tour |
| Candidats      | Candidats         | Étiquette      | Voix         | %            | Voix        | %           |
| -------------- | ----------------- | -------------- | ------------ | ------------ | ----------- | ----------- |
|                | René Bernard      | DVD            | 1 906        | 26,74        | 3 601       | 54,98       |
|                | Geneviève Chignac | PS             | 1 892        | 26,54        | 2 949       | 45,02       |
|                | Gilles Heurtin    | DVD            | 1 698        | 23,82        | Retrait     | Retrait     |
|                | Claude Rondeau    | DVD            | 631          | 8,85         |             |             |
|                | Marcel Cousin     | DVD            | 413          | 5,79         |             |             |
|                | Amélie Guillemot  | FN             | 341          | 4,78         |             |             |
|                | Claudie Gaudin    | PCF            | 248          | 3,48         |             |             |
|                |                   |                |              |              |             |             |
| Inscrits       | Inscrits          | Inscrits       | 10 264       | 100,00       | 10 264      | 100,00      |
| Abstention     | Abstention        | Abstention     | 2 771        | 27,00        | 3 370       | 32,83       |
| Votants        | Votants           | Votants        | 7 493        | 73,00        | 6 894       | 67,17       |
| Blancs et nuls | Blancs et nuls    | Blancs et nuls | 364          | 4,86         | 344         | 4,99        |
| Exprimés       | Exprimés          | Exprimés       | 7 129        | 95,14        | 6 550       | 95,01       |

### Canton de Carquefou
| Candidats      | Candidats         | Étiquette      | Premier tour | Premier tour |
| Candidats      | Candidats         | Étiquette      | Voix         | %            |
| -------------- | ----------------- | -------------- | ------------ | ------------ |
|                | Pierre Brasselet* | DVD            | 7 393        | 53,39        |
|                | Francois Colson   | PS             | 3 002        | 21,68        |
|                | Patrick Cotrel    | EXG            | 2 027        | 14,64        |
|                | Yves Rioufol      | FN             | 996          | 7,19         |
|                | Claude Corpard    | PCF            | 429          | 3,10         |
|                |                   |                |              |              |
| Inscrits       | Inscrits          | Inscrits       | 20 168       | 100,00       |
| Abstention     | Abstention        | Abstention     | 5 662        | 28,07        |
| Votants        | Votants           | Votants        | 14 506       | 71,93        |
| Blancs et nuls | Blancs et nuls    | Blancs et nuls | 659          | 4,54         |
| Exprimés       | Exprimés          | Exprimés       | 13 847       | 95,46        |

*sortant

### Canton de Clisson
| Candidats      | Candidats          | Étiquette      | Premier tour | Premier tour | Second tour | Second tour |
| Candidats      | Candidats          | Étiquette      | Voix         | %            | Voix        | %           |
| -------------- | ------------------ | -------------- | ------------ | ------------ | ----------- | ----------- |
|                | Marie-Loic Richard | DVD            | 3 603        | 42,03        | 4 287       | 53,08       |
|                | Jacques Bertrand   | DVD            | 2 610        | 30,45        | 2 539       | 31,43       |
|                | Michel Merlet      | PS             | 1 526        | 17,80        | 1 251       | 15,49       |
|                | Michel Duret       | FN             | 644          | 7,51         |             |             |
|                | Didier Chavagnat   | PCF            | 189          | 2,20         |             |             |
|                |                    |                |              |              |             |             |
| Inscrits       | Inscrits           | Inscrits       | 12 104       | 100,00       | 12 053      | 100,00      |
| Abstention     | Abstention         | Abstention     | 3 061        | 25,29        | 3 740       | 31,03       |
| Votants        | Votants            | Votants        | 9 043        | 74,71        | 8 313       | 68,97       |
| Blancs et nuls | Blancs et nuls     | Blancs et nuls | 471          | 5,21         | 236         | 2,84        |
| Exprimés       | Exprimés           | Exprimés       | 8 572        | 94,79        | 8 077       | 97,16       |

### Canton de Derval
| Candidats      | Candidats           | Étiquette      | Premier tour | Premier tour |
| Candidats      | Candidats           | Étiquette      | Voix         | %            |
| -------------- | ------------------- | -------------- | ------------ | ------------ |
|                | Michel Hunault*     | RPR            | 2 904        | 68,62        |
|                | Jean-Luc Colin      | PS             | 978          | 23,11        |
|                | Yves Blais          | PCF            | 185          | 4,37         |
|                | Véronique Monvoisin | FN             | 165          | 3,90         |
|                |                     |                |              |              |
| Inscrits       | Inscrits            | Inscrits       | 5 875        | 100,00       |
| Abstention     | Abstention          | Abstention     | 1 357        | 23,10        |
| Votants        | Votants             | Votants        | 4 518        | 76,90        |
| Blancs et nuls | Blancs et nuls      | Blancs et nuls | 286          | 6,33         |
| Exprimés       | Exprimés            | Exprimés       | 4 232        | 93,67        |

*sortant

### Canton de Guémené-Penfao
| Candidats      | Candidats      | Étiquette      | Premier tour | Premier tour | Second tour | Second tour |
| Candidats      | Candidats      | Étiquette      | Voix         | %            | Voix        | %           |
| -------------- | -------------- | -------------- | ------------ | ------------ | ----------- | ----------- |
|                | Yannick Bigaud | UDF            | 2 074        | 46,95        | 2 639       | 57,12       |
|                | Eugène Leblay* | PS             | 1 979        | 44,80        | 1 981       | 42,88       |
|                | Bernard Parois | FN             | 215          | 4,87         |             |             |
|                | Gaston Auffret | PCF            | 149          | 3,37         |             |             |
|                |                |                |              |              |             |             |
| Inscrits       | Inscrits       | Inscrits       | 6 161        | 100,00       | 6 161       | 100,00      |
| Abstention     | Abstention     | Abstention     | 1 540        | 25,00        | 1 441       | 23,39       |
| Votants        | Votants        | Votants        | 4 621        | 75,00        | 4 720       | 76,61       |
| Blancs et nuls | Blancs et nuls | Blancs et nuls | 204          | 4,41         | 100         | 2,12        |
| Exprimés       | Exprimés       | Exprimés       | 4 417        | 95,59        | 4 620       | 97,88       |

*sortant

### Canton d'Herbignac
| Candidats      | Candidats             | Étiquette      | Premier tour | Premier tour | Second tour | Second tour |
| Candidats      | Candidats             | Étiquette      | Voix         | %            | Voix        | %           |
| -------------- | --------------------- | -------------- | ------------ | ------------ | ----------- | ----------- |
|                | Gilles Belliot*       | UDF            | 2 424        | 41,61        | 2 813       | 49,57       |
|                | Charles Moreau        | PS             | 2 340        | 40,17        | 2 862       | 50,43       |
|                | Jacques Lebret        | Verts          | 496          | 8,52         |             |             |
|                | Philippe Rouger       | FN             | 359          | 6,16         |             |             |
|                | Hubert Faivre-Pierret | PCF            | 206          | 3,54         |             |             |
|                |                       |                |              |              |             |             |
| Inscrits       | Inscrits              | Inscrits       | 8 238        | 100,00       | 8 235       | 100,00      |
| Abstention     | Abstention            | Abstention     | 2 148        | 26,07        | 2 355       | 28,60       |
| Votants        | Votants               | Votants        | 6 090        | 73,93        | 5 880       | 71,40       |
| Blancs et nuls | Blancs et nuls        | Blancs et nuls | 265          | 4,35         | 205         | 3,49        |
| Exprimés       | Exprimés              | Exprimés       | 5 825        | 95,65        | 5 675       | 96,51       |

*sortant

### Canton du Loroux-Bottereau
| Candidats      | Candidats              | Étiquette      | Premier tour | Premier tour |
| Candidats      | Candidats              | Étiquette      | Voix         | %            |
| -------------- | ---------------------- | -------------- | ------------ | ------------ |
|                | Roger Jamin            | DVD            | 4 345        | 50,07        |
|                | Gilles Cussonneau      | RPR            | 1 870        | 21,55        |
|                | Yves-Bernard Gasztowtt | PS             | 1 022        | 11,78        |
|                | Alan Coraud            | EXG            | 682          | 7,86         |
|                | Madeleine Poilane      | FN             | 581          | 6,70         |
|                | Emile Raimbault        | PCF            | 178          | 2,05         |
|                |                        |                |              |              |
| Inscrits       | Inscrits               | Inscrits       | 12 531       | 100,00       |
| Abstention     | Abstention             | Abstention     | 3 352        | 26,75        |
| Votants        | Votants                | Votants        | 9 179        | 73,25        |
| Blancs et nuls | Blancs et nuls         | Blancs et nuls | 501          | 5,46         |
| Exprimés       | Exprimés               | Exprimés       | 8 678        | 94,54        |

### Canton de Nantes-1
| Candidats      | Candidats           | Étiquette      | Premier tour | Premier tour | Second tour | Second tour |
| Candidats      | Candidats           | Étiquette      | Voix         | %            | Voix        | %           |
| -------------- | ------------------- | -------------- | ------------ | ------------ | ----------- | ----------- |
|                | Monique Papon*      | UDF            | 4 564        | 49,98        | 5 072       | 70,22       |
|                | Henri Duclos        | PS             | 1 652        | 18,09        | 2 151       | 29,78       |
|                | Arnaud de Perier    | FN             | 1 026        | 11,24        |             |             |
|                | Francois Perdrial   | EXG            | 670          | 7,34         |             |             |
|                | Raphael Romi        | Verts          | 665          | 7,28         |             |             |
|                | Guy Anizon          | PCF            | 286          | 3,13         |             |             |
|                | Alexandre Mazzorana | PRG            | 268          | 2,94         |             |             |
|                |                     |                |              |              |             |             |
| Inscrits       | Inscrits            | Inscrits       | 15 624       | 100,00       | 15 624      | 100,00      |
| Abstention     | Abstention          | Abstention     | 6 210        | 39,75        | 8 041       | 51,47       |
| Votants        | Votants             | Votants        | 9 414        | 60,25        | 7 583       | 48,53       |
| Blancs et nuls | Blancs et nuls      | Blancs et nuls | 283          | 3,01         | 360         | 4,75        |
| Exprimés       | Exprimés            | Exprimés       | 9 131        | 96,99        | 7 223       | 95,25       |

*sortant

### Canton de Nantes-3
| Candidats      | Candidats          | Étiquette      | Premier tour | Premier tour | Second tour | Second tour |
| Candidats      | Candidats          | Étiquette      | Voix         | %            | Voix        | %           |
| -------------- | ------------------ | -------------- | ------------ | ------------ | ----------- | ----------- |
|                | Benoît Macquet*    | RPR            | 2 607        | 35,34        | 3 228       | 58,61       |
|                | Alain Robert       | PS             | 1 756        | 23,80        | 2 280       | 41,39       |
|                | Ludovic Cassard    | FN             | 938          | 12,72        |             |             |
|                | Bernard Renou      | Verts          | 879          | 11,92        |             |             |
|                | Michel Le Mappian  | PRG            | 451          | 6,11         |             |             |
|                | Tadeusz Kucharczyk | DVD            | 295          | 4,00         |             |             |
|                | Maurice Michelet   | PCF            | 267          | 3,62         |             |             |
|                | Gérard Callet      | REG            | 184          | 2,49         |             |             |
|                |                    |                |              |              |             |             |
| Inscrits       | Inscrits           | Inscrits       | 14 116       | 100,00       | 14 116      | 100,00      |
| Abstention     | Abstention         | Abstention     | 6 470        | 45,83        | 8 268       | 58,57       |
| Votants        | Votants            | Votants        | 7 646        | 54,17        | 5 848       | 41,43       |
| Blancs et nuls | Blancs et nuls     | Blancs et nuls | 269          | 3,52         | 340         | 5,81        |
| Exprimés       | Exprimés           | Exprimés       | 7 377        | 96,48        | 5 508       | 94,19       |

*sortant

### Canton de Nantes-5
| Candidats      | Candidats          | Étiquette      | Premier tour | Premier tour | Second tour | Second tour |
| Candidats      | Candidats          | Étiquette      | Voix         | %            | Voix        | %           |
| -------------- | ------------------ | -------------- | ------------ | ------------ | ----------- | ----------- |
|                | Claude Seyse*      | PS             | 3 051        | 38,91        | 3 864       | 61,60       |
|                | Jean-Achille Cozic | UDF            | 1 876        | 23,93        | 2 409       | 38,40       |
|                | Lucette Casanova   | FN             | 940          | 11,99        |             |             |
|                | Gérard Aubron      | Verts          | 899          | 11,47        |             |             |
|                | Michel Moreau      | PCF            | 787          | 10,04        |             |             |
|                | Patrick Pellen     | REG            | 288          | 3,67         |             |             |
|                |                    |                |              |              |             |             |
| Inscrits       | Inscrits           | Inscrits       | 14 758       | 100,00       | 14 758      | 100,00      |
| Abstention     | Abstention         | Abstention     | 6 594        | 44,68        | 8 037       | 54,46       |
| Votants        | Votants            | Votants        | 8 164        | 55,32        | 6 721       | 45,54       |
| Blancs et nuls | Blancs et nuls     | Blancs et nuls | 323          | 3,96         | 448         | 6,67        |
| Exprimés       | Exprimés           | Exprimés       | 7 841        | 96,04        | 6 273       | 93,33       |

*sortant

### Canton de Nantes-7
| Candidats      | Candidats             | Étiquette      | Premier tour | Premier tour | Second tour | Second tour |
| Candidats      | Candidats             | Étiquette      | Voix         | %            | Voix        | %           |
| -------------- | --------------------- | -------------- | ------------ | ------------ | ----------- | ----------- |
|                | Patrick Rimbert       | PS             | 2 145        | 33,48        | 3 012       | 54,20       |
|                | Robert Diat           | RPR            | 2 016        | 31,47        | 2 545       | 45,80       |
|                | Xavier Dousset        | Verts          | 773          | 12,07        |             |             |
|                | Marie-Reine Hernandez | FN             | 629          | 9,82         |             |             |
|                | Jean-Louis Chausset   | EXG            | 487          | 7,60         |             |             |
|                | Paul Robert           | PCF            | 356          | 5,56         |             |             |
|                |                       |                |              |              |             |             |
| Inscrits       | Inscrits              | Inscrits       | 11 982       | 100,00       | 11 981      | 100,00      |
| Abstention     | Abstention            | Abstention     | 5 263        | 43,92        | 6 049       | 50,49       |
| Votants        | Votants               | Votants        | 6 719        | 56,08        | 5 932       | 49,51       |
| Blancs et nuls | Blancs et nuls        | Blancs et nuls | 313          | 4,66         | 375         | 6,32        |
| Exprimés       | Exprimés              | Exprimés       | 6 406        | 95,34        | 5 557       | 93,68       |

### Canton de Nantes-9
| Candidats      | Candidats              | Étiquette      | Premier tour | Premier tour | Second tour | Second tour |
| Candidats      | Candidats              | Étiquette      | Voix         | %            | Voix        | %           |
| -------------- | ---------------------- | -------------- | ------------ | ------------ | ----------- | ----------- |
|                | Albert Mahé*           | PS             | 3 830        | 37,67        | 4 597       | 55,84       |
|                | Jean-Claude Groiseleau | RPR            | 2 876        | 28,28        | 3 635       | 44,16       |
|                | Mireille Ferri         | Verts          | 1 264        | 12,43        |             |             |
|                | Benoist Dutertre       | FN             | 1 097        | 10,79        |             |             |
|                | Joel Busson            | PCF            | 694          | 6,83         |             |             |
|                | Gérard Merel           | REG            | 242          | 2,38         |             |             |
|                | Eliane Servantie       | PS             | 165          | 1,62         |             |             |
|                |                        |                |              |              |             |             |
| Inscrits       | Inscrits               | Inscrits       | 17 432       | 100,00       | 17 432      | 100,00      |
| Abstention     | Abstention             | Abstention     | 6 786        | 38,93        | 8 565       | 49,13       |
| Votants        | Votants                | Votants        | 10 646       | 61,07        | 8 867       | 50,87       |
| Blancs et nuls | Blancs et nuls         | Blancs et nuls | 478          | 4,49         | 635         | 7,16        |
| Exprimés       | Exprimés               | Exprimés       | 10 168       | 95,51        | 8 232       | 92,84       |

*sortant

### Canton de Nantes-11
| Candidats      | Candidats             | Étiquette      | Premier tour | Premier tour | Second tour | Second tour |
| Candidats      | Candidats             | Étiquette      | Voix         | %            | Voix        | %           |
| -------------- | --------------------- | -------------- | ------------ | ------------ | ----------- | ----------- |
|                | Patrick Mareschal*    | PS             | 2 241        | 35,24        | 2 693       | 52,48       |
|                | Rolande Haugmard      | UDF            | 1 116        | 17,55        | 2 438       | 47,52       |
|                | Louis-Georges Barret  | DVD            | 876          | 13,78        |             |             |
|                | René Bouin            | FN             | 876          | 13,78        |             |             |
|                | Xavier Gillet         | Verts          | 861          | 13,54        |             |             |
|                | Marie-Béatrice Taunay | PCF            | 389          | 6,12         |             |             |
|                |                       |                |              |              |             |             |
| Inscrits       | Inscrits              | Inscrits       | 12 109       | 100,00       | 12 109      | 100,00      |
| Abstention     | Abstention            | Abstention     | 5 460        | 45,09        | 6 653       | 54,94       |
| Votants        | Votants               | Votants        | 6 649        | 54,91        | 5 456       | 45,06       |
| Blancs et nuls | Blancs et nuls        | Blancs et nuls | 290          | 4,36         | 325         | 5,96        |
| Exprimés       | Exprimés              | Exprimés       | 6 359        | 95,64        | 5 131       | 94,04       |

*sortant

### Canton de Nort-sur-Erdre
| Candidats      | Candidats               | Étiquette      | Premier tour | Premier tour |
| Candidats      | Candidats               | Étiquette      | Voix         | %            |
| -------------- | ----------------------- | -------------- | ------------ | ------------ |
|                | Louis Briot*            | DVD            | 4 297        | 50,03        |
|                | Xavier Amosse           | PS             | 2 527        | 29,42        |
|                | Jean-Paul Bouganne      | Verts          | 900          | 10,48        |
|                | Pierre Gauthier         | FN             | 678          | 7,89         |
|                | Marie-Françoise Vasseur | PCF            | 186          | 2,17         |
|                |                         |                |              |              |
| Inscrits       | Inscrits                | Inscrits       | 12 096       | 100,00       |
| Abstention     | Abstention              | Abstention     | 3 086        | 25,51        |
| Votants        | Votants                 | Votants        | 9 010        | 74,49        |
| Blancs et nuls | Blancs et nuls          | Blancs et nuls | 422          | 4,68         |
| Exprimés       | Exprimés                | Exprimés       | 8 588        | 95,32        |

*sortant

### Canton d'Orvault
| Candidats      | Candidats           | Étiquette      | Premier tour | Premier tour | Second tour | Second tour |
| Candidats      | Candidats           | Étiquette      | Voix         | %            | Voix        | %           |
| -------------- | ------------------- | -------------- | ------------ | ------------ | ----------- | ----------- |
|                | André Louisy*       | UDF            | 6 499        | 47,11        | 7 033       | 62,84       |
|                | Jean-Claude Lebossé | PS             | 3 154        | 22,86        | 4 159       | 37,16       |
|                | Claude Cariou       | EXG            | 2 082        | 15,09        |             |             |
|                | Michel Bernard      | FN             | 1 235        | 8,95         |             |             |
|                | Jeannine Dusseaux   | PCF            | 448          | 3,25         |             |             |
|                | René Boulzennec     | REG            | 378          | 2,74         |             |             |
|                |                     |                |              |              |             |             |
| Inscrits       | Inscrits            | Inscrits       | 21 312       | 100,00       | 21 312      | 100,00      |
| Abstention     | Abstention          | Abstention     | 6 953        | 32,62        | 9 512       | 44,63       |
| Votants        | Votants             | Votants        | 14 359       | 67,38        | 11 800      | 55,37       |
| Blancs et nuls | Blancs et nuls      | Blancs et nuls | 563          | 3,92         | 608         | 5,15        |
| Exprimés       | Exprimés            | Exprimés       | 13 796       | 96,08        | 11 192      | 94,85       |

*sortant

### Canton de Paimbœuf
| Candidats      | Candidats         | Étiquette      | Premier tour | Premier tour | Second tour | Second tour |
| Candidats      | Candidats         | Étiquette      | Voix         | %            | Voix        | %           |
| -------------- | ----------------- | -------------- | ------------ | ------------ | ----------- | ----------- |
|                | Raymond Kerverdo* | RPR            | 2 396        | 43,08        | 2 747       | 52,22       |
|                | Etienne Chauvin   | PS             | 1 841        | 33,10        | 2 513       | 47,78       |
|                | Armand Bouyer     | Verts          | 673          | 12,10        |             |             |
|                | Georges Kouskoff  | FN             | 403          | 7,25         |             |             |
|                | Jean-Paul Riou    | PCF            | 249          | 4,48         |             |             |
|                |                   |                |              |              |             |             |
| Inscrits       | Inscrits          | Inscrits       | 8 534        | 100,00       | 8 535       | 100,00      |
| Abstention     | Abstention        | Abstention     | 2 628        | 30,79        | 2 989       | 35,02       |
| Votants        | Votants           | Votants        | 5 906        | 69,21        | 5 546       | 64,98       |
| Blancs et nuls | Blancs et nuls    | Blancs et nuls | 344          | 5,82         | 286         | 5,16        |
| Exprimés       | Exprimés          | Exprimés       | 5 562        | 94,18        | 5 260       | 94,84       |

*sortant

### Canton de Pornic
| Candidats      | Candidats         | Étiquette      | Premier tour | Premier tour | Second tour | Second tour |
| Candidats      | Candidats         | Étiquette      | Voix         | %            | Voix        | %           |
| -------------- | ----------------- | -------------- | ------------ | ------------ | ----------- | ----------- |
|                | Michel Guisseau*  | DVD            | 4 446        | 49,31        | 4 464       | 58,35       |
|                | Joseph Groppi     | Verts          | 1 659        | 18,40        | 3 187       | 41,65       |
|                | Raymond Boury     | PS             | 1 457        | 16,16        | Retrait     | Retrait     |
|                | Thierry Monvoisin | FN             | 1 169        | 12,97        |             |             |
|                | Marc Bernardeau   | PCF            | 285          | 3,16         |             |             |
|                |                   |                |              |              |             |             |
| Inscrits       | Inscrits          | Inscrits       | 13 971       | 100,00       | 13 971      | 100,00      |
| Abstention     | Abstention        | Abstention     | 4 428        | 31,69        | 5 930       | 42,45       |
| Votants        | Votants           | Votants        | 9 543        | 68,31        | 8 041       | 57,55       |
| Blancs et nuls | Blancs et nuls    | Blancs et nuls | 527          | 5,52         | 390         | 4,85        |
| Exprimés       | Exprimés          | Exprimés       | 9 016        | 94,48        | 7 651       | 95,15       |

*sortant

### Canton de Riaillé
| Candidats      | Candidats                        | Étiquette      | Premier tour | Premier tour | Second tour | Second tour |
| Candidats      | Candidats                        | Étiquette      | Voix         | %            | Voix        | %           |
| -------------- | -------------------------------- | -------------- | ------------ | ------------ | ----------- | ----------- |
|                | Isabelle Le Gualès de Mézaubran* | DVD            | 1 401        | 40,70        | 1 583       | 49,50       |
|                | Philip Squelard                  | RPR            | 1 091        | 31,70        | 1 615       | 50,50       |
|                | Odile Arru                       | Verts          | 401          | 11,65        |             |             |
|                | Yves Boulard                     | PS             | 303          | 8,80         |             |             |
|                | Maurice Jeanneau                 | PCF            | 90           | 2,61         |             |             |
|                |                                  |                |              |              |             |             |
| Inscrits       | Inscrits                         | Inscrits       | 4 694        | 100,00       | 4 694       | 100,00      |
| Abstention     | Abstention                       | Abstention     | 1 026        | 21,86        | 1 257       | 26,78       |
| Votants        | Votants                          | Votants        | 3 668        | 78,14        | 3 437       | 73,22       |
| Blancs et nuls | Blancs et nuls                   | Blancs et nuls | 226          | 6,16         | 239         | 6,95        |
| Exprimés       | Exprimés                         | Exprimés       | 3 442        | 93,84        | 3 198       | 93,05       |

*sortant

### Canton de Rougé
| Candidats      | Candidats            | Étiquette      | Premier tour | Premier tour | Second tour | Second tour |
| Candidats      | Candidats            | Étiquette      | Voix         | %            | Voix        | %           |
| -------------- | -------------------- | -------------- | ------------ | ------------ | ----------- | ----------- |
|                | Francis Martin       | DVD            | 928          | 41,17        | 1 270       | 57,57       |
|                | Henri Baron          | PS             | 708          | 31,41        | 936         | 42,43       |
|                | Jacqueline Fournier* | RPR            | 491          | 21,78        |             |             |
|                | Alexandre Ducoudray  | FN             | 70           | 3,11         |             |             |
|                | Olivier Le Lijour    | PCF            | 57           | 2,53         |             |             |
|                |                      |                |              |              |             |             |
| Inscrits       | Inscrits             | Inscrits       | 2 911        | 100,00       | 2 911       | 100,00      |
| Abstention     | Abstention           | Abstention     | 534          | 18,34        | 610         | 20,95       |
| Votants        | Votants              | Votants        | 2 377        | 81,66        | 2 301       | 79,05       |
| Blancs et nuls | Blancs et nuls       | Blancs et nuls | 123          | 5,17         | 95          | 4,13        |
| Exprimés       | Exprimés             | Exprimés       | 2 254        | 94,83        | 2 206       | 95,87       |

*sortant

### Canton de Saint-Étienne-de-Montluc
| Candidats      | Candidats           | Étiquette      | Premier tour | Premier tour | Second tour | Second tour |
| Candidats      | Candidats           | Étiquette      | Voix         | %            | Voix        | %           |
| -------------- | ------------------- | -------------- | ------------ | ------------ | ----------- | ----------- |
|                | Jean Redor*         | DVD            | 4 976        | 39,65        | 5 365       | 48,75       |
|                | Robert Morin        | PS             | 2 662        | 21,21        | 2 849       | 25,89       |
|                | Thierry Durand      | Verts          | 2 508        | 19,99        | 2 792       | 25,37       |
|                | Christian Pelloquet | PCF            | 1 218        | 9,71         |             |             |
|                | Claude Chupin       | FN             | 1 185        | 9,44         |             |             |
|                |                     |                |              |              |             |             |
| Inscrits       | Inscrits            | Inscrits       | 19 770       | 100,00       | 19 770      | 100,00      |
| Abstention     | Abstention          | Abstention     | 6 293        | 31,83        | 8 028       | 40,61       |
| Votants        | Votants             | Votants        | 13 477       | 68,17        | 11 742      | 59,39       |
| Blancs et nuls | Blancs et nuls      | Blancs et nuls | 928          | 6,89         | 736         | 6,27        |
| Exprimés       | Exprimés            | Exprimés       | 12 549       | 93,11        | 11 006      | 93,73       |

*sortant

### Canton de Saint-Herblain-Est
| Candidats      | Candidats                  | Étiquette      | Premier tour | Premier tour | Second tour | Second tour |
| Candidats      | Candidats                  | Étiquette      | Voix         | %            | Voix        | %           |
| -------------- | -------------------------- | -------------- | ------------ | ------------ | ----------- | ----------- |
|                | Charles Gautier*           | PS             | 3 856        | 39,54        | 4 143       | 55,03       |
|                | Francois Oillic            | UDF            | 2 551        | 26,16        | 3 386       | 44,97       |
|                | Didier Leclair             | Verts          | 1 586        | 16,26        |             |             |
|                | Maurice Gravoueille        | FN             | 1 171        | 12,01        |             |             |
|                | Marie-Bernadette Fleurance | PCF            | 588          | 6,03         |             |             |
|                |                            |                |              |              |             |             |
| Inscrits       | Inscrits                   | Inscrits       | 16 078       | 100,00       | 16 078      | 100,00      |
| Abstention     | Abstention                 | Abstention     | 5 849        | 36,38        | 7 891       | 49,08       |
| Votants        | Votants                    | Votants        | 10 229       | 63,62        | 8 187       | 50,92       |
| Blancs et nuls | Blancs et nuls             | Blancs et nuls | 477          | 4,66         | 658         | 8,04        |
| Exprimés       | Exprimés                   | Exprimés       | 9 752        | 95,34        | 7 529       | 91,96       |

*sortant

### Canton de Saint-Nazaire-Est
| Candidats      | Candidats            | Étiquette      | Premier tour | Premier tour | Second tour | Second tour |
| Candidats      | Candidats            | Étiquette      | Voix         | %            | Voix        | %           |
| -------------- | -------------------- | -------------- | ------------ | ------------ | ----------- | ----------- |
|                | Maxime Batard        | PS             | 2 348        | 30,77        | 3 246       | 52,74       |
|                | Emmanuel Petit       | UDF            | 2 048        | 26,83        | 2 909       | 47,26       |
|                | Joël Gicquiaud       | Verts          | 1 322        | 17,32        |             |             |
|                | Jean-Noël Perraudeau | PCF            | 989          | 12,96        |             |             |
|                | Renaud Brossard      | FN             | 703          | 9,21         |             |             |
|                | Sylvain Rabouille    | REG            | 222          | 2,91         |             |             |
|                |                      |                |              |              |             |             |
| Inscrits       | Inscrits             | Inscrits       | 14 726       | 100,00       | 14 726      | 100,00      |
| Abstention     | Abstention           | Abstention     | 6 689        | 45,42        | 8 032       | 54,54       |
| Votants        | Votants              | Votants        | 8 037        | 54,58        | 6 694       | 45,46       |
| Blancs et nuls | Blancs et nuls       | Blancs et nuls | 405          | 5,04         | 539         | 8,05        |
| Exprimés       | Exprimés             | Exprimés       | 7 632        | 94,96        | 6 155       | 91,95       |

### Canton de Saint-Nazaire-Ouest
| Candidats      | Candidats           | Étiquette      | Premier tour | Premier tour | Second tour | Second tour |
| Candidats      | Candidats           | Étiquette      | Voix         | %            | Voix        | %           |
| -------------- | ------------------- | -------------- | ------------ | ------------ | ----------- | ----------- |
|                | Etienne Garnier*    | RPR            | 2 621        | 30,94        | 3 467       | 48,17       |
|                | Marie-Odile Bouillé | PS             | 2 613        | 30,84        | 3 730       | 51,83       |
|                | Jean Lassalle       | Verts          | 1 115        | 13,16        |             |             |
|                | Guy Texier          | PCF            | 802          | 9,47         |             |             |
|                | Bernard Garnier     | EXG            | 661          | 7,80         |             |             |
|                | Edouard Roy         | FN             | 660          | 7,79         |             |             |
|                |                     |                |              |              |             |             |
| Inscrits       | Inscrits            | Inscrits       | 15 370       | 100,00       | 15 370      | 100,00      |
| Abstention     | Abstention          | Abstention     | 6 527        | 42,47        | 7 546       | 49,10       |
| Votants        | Votants             | Votants        | 8 843        | 57,53        | 7 824       | 50,90       |
| Blancs et nuls | Blancs et nuls      | Blancs et nuls | 371          | 4,20         | 627         | 8,01        |
| Exprimés       | Exprimés            | Exprimés       | 8 472        | 95,80        | 7 197       | 91,99       |

*sortant

### Canton de Saint-Philbert-de-Grand-Lieu
| Candidats      | Candidats          | Étiquette      | Premier tour | Premier tour |
| Candidats      | Candidats          | Étiquette      | Voix         | %            |
| -------------- | ------------------ | -------------- | ------------ | ------------ |
|                | Claude Vincendeau* | DVD            | 4 080        | 64,67        |
|                | Bernard Martinez   | Verts          | 777          | 12,32        |
|                | Martine Dronet     | PS             | 644          | 10,21        |
|                | Eric de La Brosse  | FN             | 552          | 8,75         |
|                | Marcel Boiziau     | PCF            | 256          | 4,06         |
|                |                    |                |              |              |
| Inscrits       | Inscrits           | Inscrits       | 9 277        | 100,00       |
| Abstention     | Abstention         | Abstention     | 2 531        | 27,28        |
| Votants        | Votants            | Votants        | 6 746        | 72,72        |
| Blancs et nuls | Blancs et nuls     | Blancs et nuls | 437          | 6,48         |
| Exprimés       | Exprimés           | Exprimés       | 6 309        | 93,52        |

*sortant

### Canton de Savenay
| Candidats      | Candidats        | Étiquette      | Premier tour | Premier tour |
| Candidats      | Candidats        | Étiquette      | Voix         | %            |
| -------------- | ---------------- | -------------- | ------------ | ------------ |
|                | Guy Normand*     | DVD            | 5 122        | 63,19        |
|                | Raymond Cerclier | PS             | 1 231        | 15,19        |
|                | Pascal Braud     | Verts          | 781          | 9,63         |
|                | Gérard Painsecq  | FN             | 527          | 6,50         |
|                | Alain Seveno     | PCF            | 445          | 5,49         |
|                |                  |                |              |              |
| Inscrits       | Inscrits         | Inscrits       | 12 352       | 100,00       |
| Abstention     | Abstention       | Abstention     | 3 901        | 31,58        |
| Votants        | Votants          | Votants        | 8 451        | 68,42        |
| Blancs et nuls | Blancs et nuls   | Blancs et nuls | 345          | 4,08         |
| Exprimés       | Exprimés         | Exprimés       | 8 106        | 95,92        |

*sortant

### Canton de Varades
| Candidats      | Candidats             | Étiquette      | Premier tour | Premier tour | Second tour | Second tour |
| Candidats      | Candidats             | Étiquette      | Voix         | %            | Voix        | %           |
| -------------- | --------------------- | -------------- | ------------ | ------------ | ----------- | ----------- |
|                | Alexandre Gautier     | PS             | 1 727        | 42,66        | 2 159       | 52,36       |
|                | Etienne Foucher       | DVD            | 1 338        | 33,05        | 1 964       | 47,64       |
|                | Jean-Pierre Baudouin* | RPR            | 752          | 18,58        | Retrait     | Retrait     |
|                | Denis Caillibooter    | FN             | 168          | 4,15         |             |             |
|                | Thérèse Rabouin       | PCF            | 63           | 1,56         |             |             |
|                |                       |                |              |              |             |             |
| Inscrits       | Inscrits              | Inscrits       | 5 288        | 100,00       | 5 286       | 100,00      |
| Abstention     | Abstention            | Abstention     | 1 040        | 19,67        | 1 058       | 20,02       |
| Votants        | Votants               | Votants        | 4 248        | 80,33        | 4 228       | 79,98       |
| Blancs et nuls | Blancs et nuls        | Blancs et nuls | 200          | 4,71         | 105         | 2,48        |
| Exprimés       | Exprimés              | Exprimés       | 4 048        | 95,29        | 4 123       | 97,52       |

*sortant

### Canton de Vertou
| Candidats      | Candidats           | Étiquette      | Premier tour | Premier tour |
| Candidats      | Candidats           | Étiquette      | Voix         | %            |
| -------------- | ------------------- | -------------- | ------------ | ------------ |
|                | Luc Dejoie*         | RPR            | 5 835        | 51,72        |
|                | Dominique Raimbourg | PS             | 2 787        | 24,71        |
|                | Alexandre Morisseau | Verts          | 1 484        | 13,15        |
|                | Hervé Leca          | FN             | 699          | 6,20         |
|                | Michel Gouty        | PCF            | 476          | 4,22         |
|                |                     |                |              |              |
| Inscrits       | Inscrits            | Inscrits       | 16 003       | 100,00       |
| Abstention     | Abstention          | Abstention     | 4 226        | 26,41        |
| Votants        | Votants             | Votants        | 11 777       | 73,59        |
| Blancs et nuls | Blancs et nuls      | Blancs et nuls | 496          | 4,21         |
| Exprimés       | Exprimés            | Exprimés       | 11 281       | 95,79        |

*sortant